# Klapperläubli

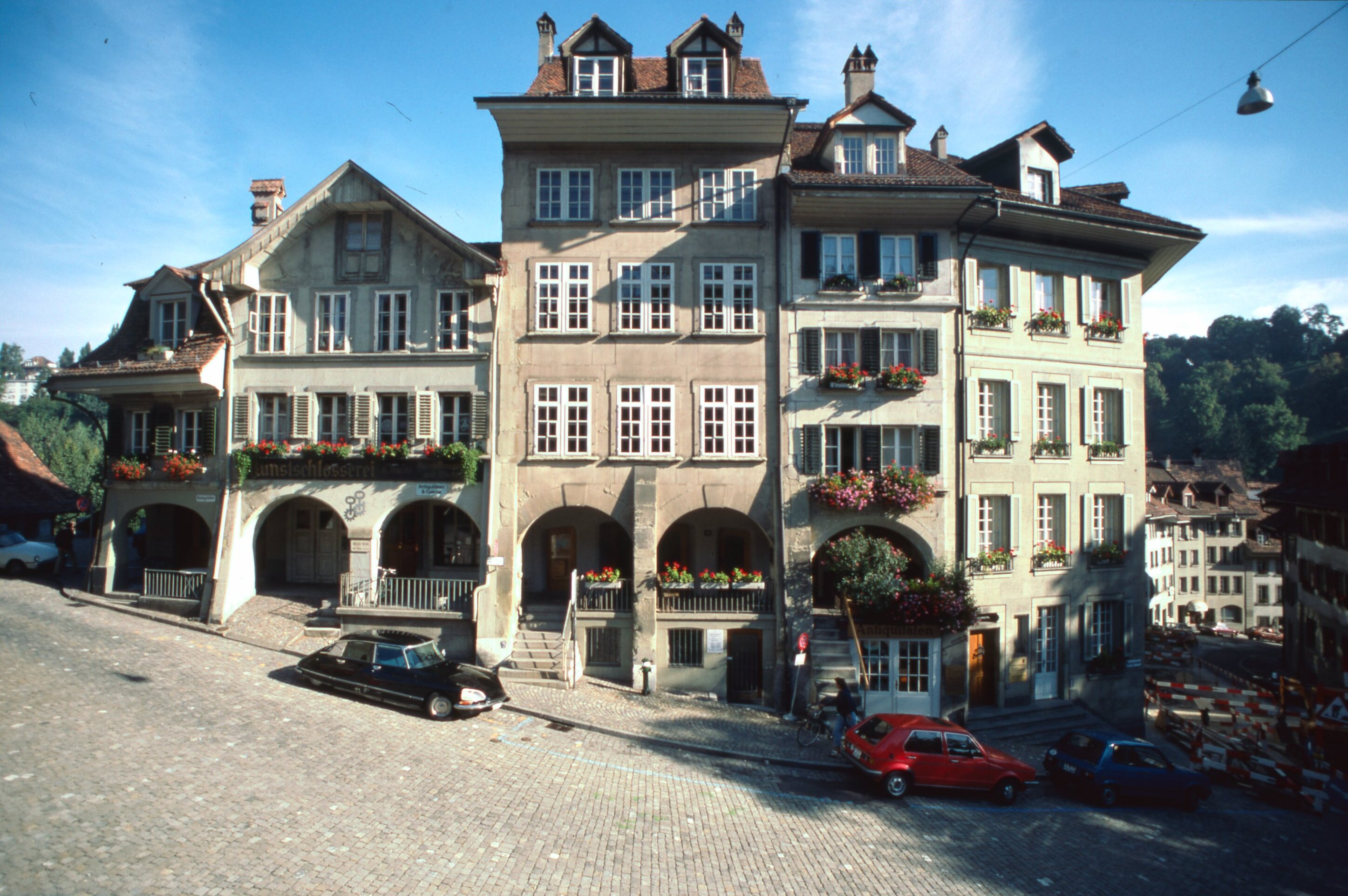
Klapperläubli, die Häuser Nydeggstalden 32 bis 38 in Bern (1985)

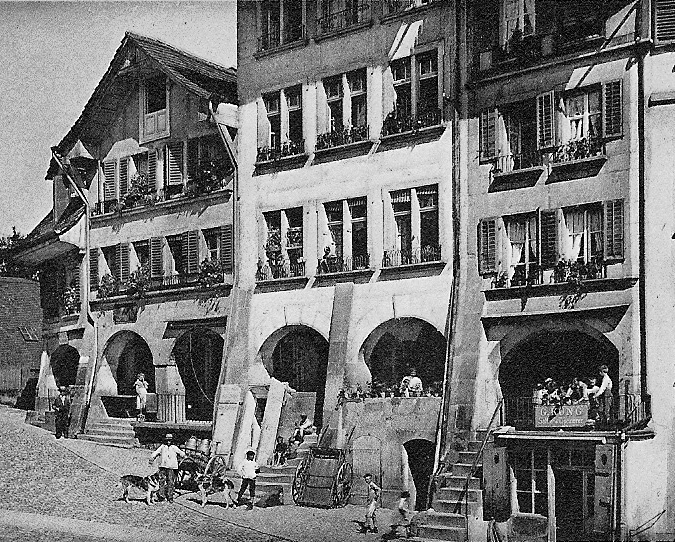
Klapperläubli um 1900 (Postkarte)

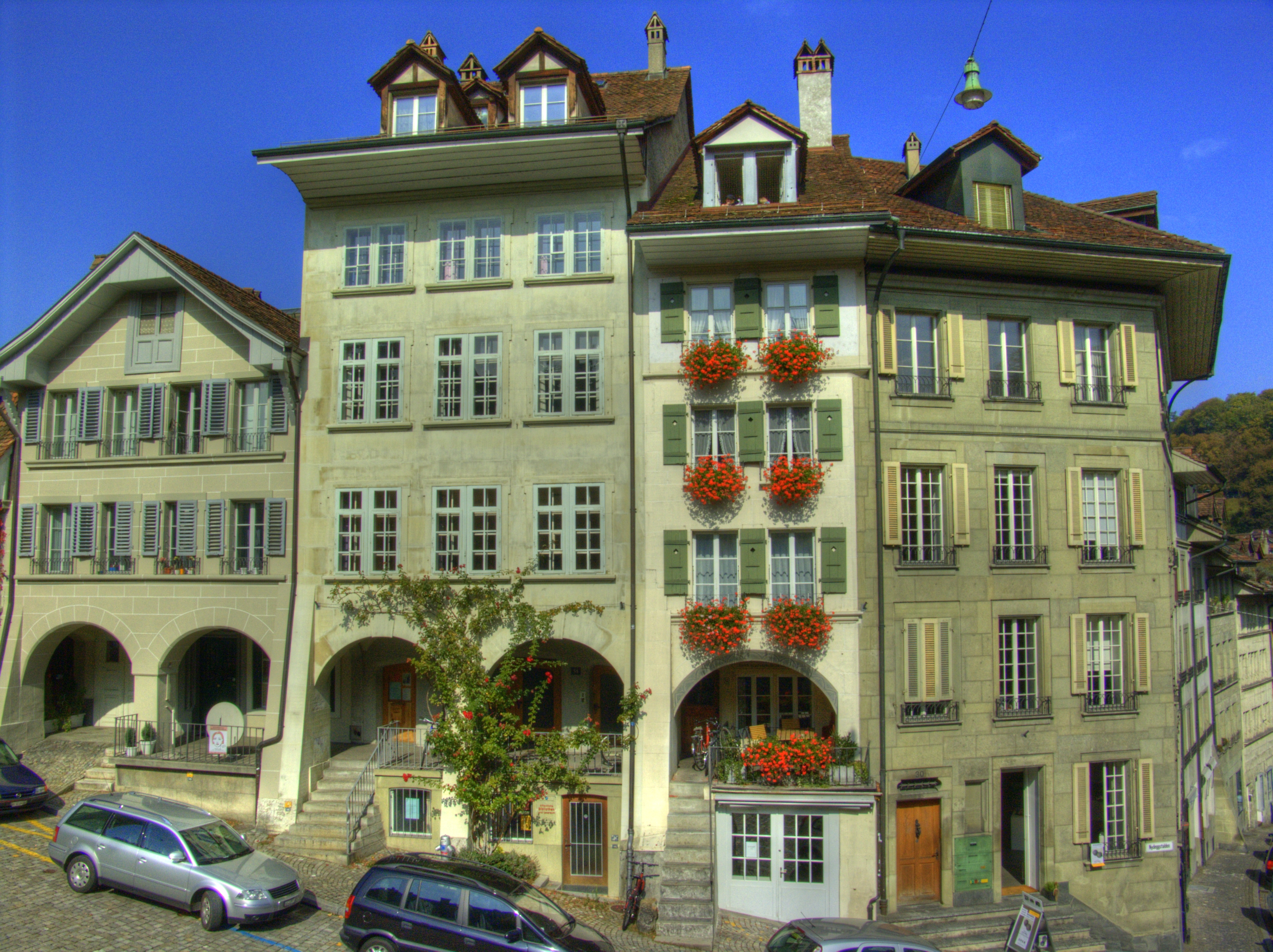
Klapperläubli 2007

Klapperläubli heisst die durch die obersten vier sonnseitigen Häuser (Nummern 32 bis 38) gebildete Laube am Nydeggstalden in Bern (Schweiz).
Das Klapperläubli beginnt zuoberst am Nydeggstalden sonnseits mit dem Haus Nummer 32 und mündet in die untere Postgasse. Der Name rührt vom klappernden Lärm der nahe gelegenen Schutzmühle her. Eine weitere, mutmassliche Namensdeutung verweist darauf, Klapperläubli könnte auf "Inderlappenläubli" (Interlakenläubli), und damit auf das Kloster Interlaken hinweisen. Allerdings lag das Sässhaus des Klosters Interlaken auf der gegenüberliegenden Gassenseite.
Die Hausinschrift (Nummer 32) I jedem Läbe isch vom wahre Glück es Stöubli, sünsch fraget nume hie im Chlapperlöubli wird dem Berner Mundartdichter Rudolf von Tavel zugeschrieben.
Unter den Titeln «s’Chlapperläubli», «Ds Chlapperläubli» und «Bim Chlapperläubli umenand» erschien im Wochenblatt Die Berner Woche zwischen 1914 und 1947 eine Kolumne.